# Samvel Babayan
Samvel Babayan (armeno Սամվել Բաբայան; Step'anakert, 5 marzo 1965) è un generale armeno.
È stato un capo militare delle forze armene durante la prima guerra del Nagorno Karabakh nonché politico della repubblica del Nagorno Karabakh (denominata dal 2017 Repubblica dell'Artsakh) nella quale ha ricoperto il ruolo di ministro della Difesa dal 1994 al 1999.
Babayan è sposato e ha tre figli.

## Gioventù e carriera militare
Dopo essersi diplomato nella sua città natale, Babayan presta servizio militare nella Armata Rossa e viene stanziato nella Germania dell'est tra il 1983 e il 1985.

### Guerra del Nagorno Karabakh
Nel 1988 è arruolato in un'unità paramilitare e comanda una propria unità, dal 1989 al 1991 è comandante di una Compagnia Volontari a Stepanakert e membro di una centrale partigiana nella stessa città.
Con il grado di tenente generale partecipa al conflitto dove mette in evidenza le sue capacità di comando. Partecipa alla pianificazione della battaglia di Shushi, alla liberazione del corridoio di Laçın e alla battaglia di Kelbajar.
Babayan tra il 1992 e il 1993 diviene comandante del neonato esercito di difesa del Nagorno Karabakh dopo che il suo predecessore, Serzh Sargsyan diviene ministro della difesa dell'Armenia. Sotto il suo comando le forze armene hanno la meglio su quelle azere riuscendo a mantenere il controllo sul territorio originario dell'oblast karabako e anche a conquistare sette distretti circostanti che garantiscono tra l'altro contiguità territoriale fra i due stati armeni.

## Periodo post bellico
Dopo la conclusione vittoriosa della guerra Babayan rimane al comando dell'Esercito del Nagorno Karabakh (coincidente con il ruolo di Ministro della Difesa), incarico che ricopre fino al dicembre 1999 allorché è costretto a cedere l'incarico. Il 22 marzo del 2000 è implicato in un tentativo di assassinio dell'allora presidente della repubblica Arkadi Ghukasyan; riconosciuto colpevole, è condannato, unitamente ad altri quindici imputati, a quattordici anni di prigione.
Durante l'inchiesta e la detenzione in carcere, la salute di Babayan appare notevolmente deteriorata. Si dice che soffra di epatite e altre malattie che non potevano essere adeguatamente curate in prigione. Il 18 settembre 2004, Samvel Babayan è stato rilasciato dal carcere di massima sicurezza di Shushi proprio a causa di problemi di salute, ottenendo un periodo di prova e continuando comunque ad essere privato dei diritti civili. Nel novembre 2005 Samvel Babayan ha fondato il partito politico Dashink ("Alleanza") con i suoi sostenitori.